# Llúdria de Sumatra
La llúdria de Sumatra (Lutra sumatrana) és una de les espècies de llúdria més rares del món. El 1998 se la declarà extinta, car no se n'havia vist cap des de feia molts anys, però des d'aleshores se n'han descobert unes poblacions petitíssimes.
Avui en dia, es creu que viu sobretot a dues reserves naturals del Vietnam, als boscos pantanosos de les torberes de Toa Daeng (Tailàndia meridional) i a Sumatra, el lloc al qual deu el nom.